# Guinn Smith
Owen Guinn Smith (McKinney, 2 de maio de 1920 – San Francisco, 24 de janeiro de 2004) foi um atleta e campeão olímpico norte-americano, especializado no salto com vara.
Nascido no Texas, mudou-se ainda criança com a família para Pasadena, na Califórnia, e na adolescência disputou provas de salto em distância. Depois de entrar para Universidade da Califórnia em Berkeley, porém, transferiu-se para o salto com vara, devido ao grande número de bons saltadores em distância da universidade. Em Berkeley, foi o capitão da equipe de atletismo entre 1940-1941. Neste ano, venceu o campeonato desta modalidade da NCAA, um ano antes de se formar em História. Com a entrada dos Estados Unidos na II Guerra Mundial depois do ataque a Pearl Harbor, ele serviu como piloto da Força Aérea na frente do Pacífico durante toda a guerra, sendo condecorado com a Distinguished Flying Cross.
Depois da guerra voltou a competir e em 1947 sagrou-se campeão nacional americano, o que o qualificou para os Jogos Olímpicos do ano seguinte. Em Londres 1948, num dia chuvoso e com muito vento, Smith saltou 4,30 m em sua última tentativa e com o joelho lesionado, e conquistou a medalha de ouro. Ele foi o último campeão olímpico a vencer o salto com vara com uma vara de bambu. A vara lhe foi enviada de presente por um saltador japonês que conheceu após a guerra e não pode participar dos Jogos, pois o Japão e a Alemanha, recém-derrotados pelos Aliados, foram proibidos de participarem das Olimpíadas.
Melhor marca pessoal – 4,47 m (1948).